# Le Theux
Le Theux is een plaats en voormalige gemeente in het Franse departement Ardennes in de regio Grand Est.
Op 1 januari 1965 werd Le Theux als onafhankelijke gemeente opgeheven en opgenomen in de gemeente Mézières, die op 1 oktober 1966 opging in de gemeente Charleville-Mézières. 
Charleville · Étion · Mézières · Mohon · Montcy-Saint-Pierre · Le Theux